# Europaweg (wandelroute)

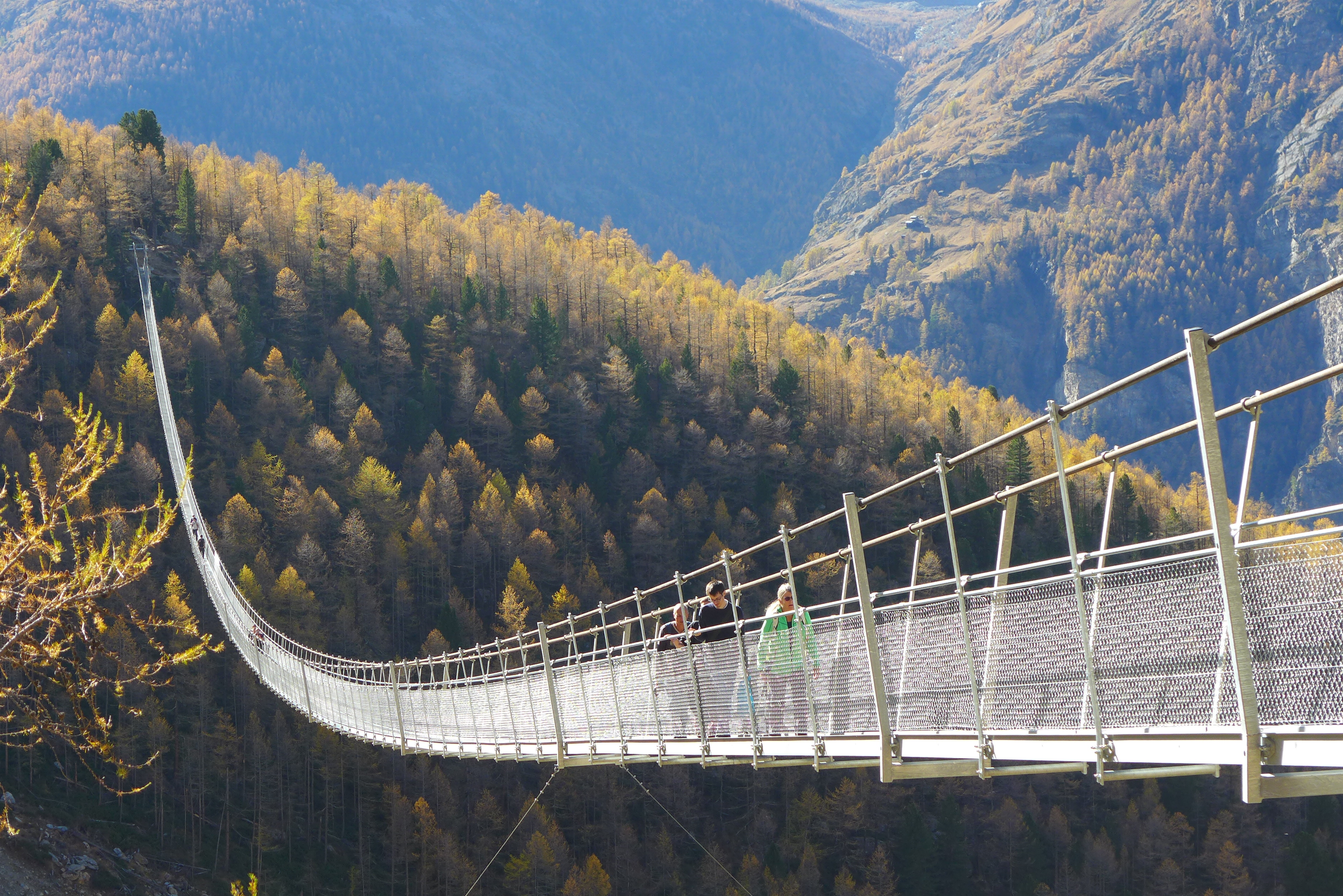
Wandeling over de Charles Kuonen Hängebrücke

De Europaweg is een wandelpad in Zwitserland tussen Grächen en Zermatt, dat meestal in twee dagen wordt gelopen. Het pad maakt deelt uit van de Monte Rosa-route (Swiss Tour Monte Rosa of Schweizer Wanderroute 27).
De eerste etappe van 17 kilometer loopt van Grächen tot de Europahütte. De tweede etappe tussen de Europahütte en Zermatt is 20 kilometer lang.
Op de route bevindt zich de Charles Kuonen Hängebrücke, bij haar opening in 2017 (tot 3 mei 2021) de langste voetgangershangbrug ter wereld. Deze is 494 meter lang en hangt op een hoogte van 85 meter boven het Grabenguferravijn bij het Mattertal in de gemeente Randa. Tot 2010 werd gebruik gemaakt van een andere brug, die door vallende stenen echter dermate was beschadigd dat ze moest worden gesloten. Wandelaars moesten tot de opening van de nieuwe hangbrug een omleidingsroute volgen via het dal.
Een van de bergtoppen die onderweg wordt gepasseerd is de Matterhorn.